# 合答安 (合不勒之子)
合答安（Qadan），又称合丹，合不勒汗的第六子（一说第四子），成吉思汗的叔祖父。
《蒙古秘史》称合答安没有儿子。《史集》称拙赤汗、阿勒坛是合答安的儿子，根据《蒙古秘史》这二人的父亲是忽图剌。《史集》记载他和忽图剌只身去豁罗剌思部，被秃伦黑·忽勒丹、不儿塔黑率军袭击，合答安、忽图剌二人突围获胜。蔑儿乞部的首领秃都儿挑衅合答安，合答安率军将他生擒。秃都儿的儿子脫黑脫阿率军找合答安报仇，也被合答安击败。俺巴孩被塔塔儿人抓去金国被杀后，合答安为报复大战塔塔儿人，用长矛刺死了塔塔儿人首领篾年把阿秃儿。《史集》记载他和俺巴孩、斡勤巴儿合黑一样，也被金国害死。